# Al-Bulajda
Al-Bulajda (arab. البليدة), dawniej Blida – miasto w północnej Algierii, stolica administracyjna prowincji Blida, na nizinie Mitidża, u podnóża Atlasu Tellskiego. Około 265 tys. mieszkańców (2005).